# Hakim Syed Zillur Rahman

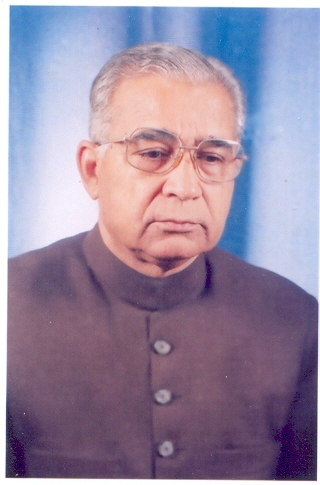
Hakim S. Zillur Rahman

Hakim Syed Zillur Rahman (* 1. Juli 1940 in Bhopal, Indien) ist ein indischer Professor der Unani-Medizin an der Aligarh Muslim University und Präsident der Ibn Sina Academy of Medieval Medicine & Sciences in Aligarh (Indien). 

## Leben und Werk
Hakim Syed Zillur Rahman leistete entscheidende Beiträge in der Unani-Medizin und ist heute eine Autorität auf diesem Gebiet. Er zählt zu den wenigen Ärzten, die Unani-Medizin weltweit bekannt machten. Er ist Autor von über 200 Veröffentlichungen sowie 25 Büchern. Er ist Organisator internationaler Konferenzen und erhielt verschiedene akademische und nationale Auszeichnungen.

## Preise und Auszeichnungen
- Padma Shri, Government of Indien
- President of India Award on Independence day, August 15,1995
- wie den Urdu Academy Award, Government of UP, Lucknow
- sowie diverse Internationale Auszeichnungen wie die Certification for research work in Unani-Medizin awarded by (1) Ajmal Tibbia College, Rawalpindi, Pakistan, (2) Punjab Tibbia College, Jhang, Pakistan, (3) AR Memorial Tibbia College, Lahore, Pakistan, (4) Anjuman Himayat Islam Tibbia College, Lahore, Pakistan, (5) Institute of Alternative Medicine, Karachi, Pakistan, (6) Azam Tibbia college, Hyderabad, Pakistan.

## Deutsch
- Keynote Lektüre, Unani-Medizin, Internationaler Konferenzen on Medizin im Kontext der Kulturen, Technische Universität München, München, 30. Mai 2003
- Lektüre, Plenum “Salvation and Healing – Physical Psychological and Spiritual Aspects of the Healing Process”, Internationaler Konferenzen, Medizin im Kontext der Kulturen, München, 31. Mai 2003
- Attended De Lektüre as guest of honour, His Holiness the XIV Dalai Lama (Tendzin Gyatsho), Internationaler Konferenzen, Medizin im Kontext der Kulturen, München, 1. Juni 2003